# 山下拓見
山下 拓見（やました たくみ、1987年11月7日 - ）は大分朝日放送（OAB）の元アナウンサー。

## 来歴
実家は福岡市中洲・人形町通りにある「割烹川田」（1967年開業）。成城大学経済学部卒。
大学2年のときに友人に誘われてアナウンススクールに入学したことがきっかけで大分朝日放送に就職。アナウンサーと記者を兼務しニュース番組などを担当。
「実家『割烹川田』を継ぐため2020年5月末に大分朝日放送を退職した」とアナウンサーブログへ投稿している。
後に結婚し、近況が『ビートたけしのTVタックル』（テレビ朝日、2022年3月27日放送分）にて伝えられた。
「大分朝日放送・退職後に結婚・妊娠して実家『割烹川田』に出勤できなくなり代わりに姉が毎日出勤しているので、私はアナウンサー業に復帰しつつある」と述べている。

## 出演番組
- 金様の鍵
- 5スタ
- OABニュース
- スーパーJチャンネルおおいた
- シリタカ!【中継で大分の情報を伝える。】
- 朝だ!生です旅サラダ (2013年1月12日、2013年10月26日、2016年10月22日) - 大分中継担当
- 全国おもしろニュースグランプリ2011年 2011年12月31日[5]
- ビートたけしのTVタックル（2022年3月27日）